# Storia del Bayer 04 Leverkusen Fußball
Questa pagina tratta la storia del storia del Bayer 04 Leverkusen Fußball.
Fondato il 1º luglio 1904 come polisportiva dal nome Turn- und Spielverein Bayer 04 Leverkusen, la cui sezione calcistica fu creata nel 1907, il club ha vinto un campionato tedesco, una Coppa di Germania, una Supercoppa di Germania e una Coppa UEFA. In ambito continentale ha raggiunto in una circostanza la finale di UEFA Champions League.

## Dalla fondazione della polisportiva alla separazione della sezione calcistica
La storia del club inizia il 27 novembre 1903, quando un impiegato della Bayer, Wilhelm Hauschild, scrive una lettera al proprio datore di lavoro. Con questa lettera, che è firmata anche da altri 170 suoi colleghi, Hauschild chiede alla dirigenza un supporto finanziario per fondare una società sportiva. Questa richiesta è accettata, così il 1º luglio 1904 viene fondata la società polisportiva Turn- und Spielverein Bayer 04 Leverkusen. Il 3 maggio 1907 viene aggiunta la sezione calcistica, che in seguito ha dei dissidi con quella di ginnastica. L'8 giugno 1928 nascono quindi due distinte società: la sezione di ginnastica fonda il TuS Bayer 04 Leverkusen, che adotta come colori sociali il giallo ed il blu, mentre quelle di pallamano, di atletica, di pugilato e di calcio fondano lo Sportvereinigung Bayer 04 Leverkusen, che adotta invece gli attuali colori, il rosso e il nero.

## Dal 1920 al 1980
La sezione calcistica milita dalla fine degli anni venti fino ai primi anni trenta tra la terza e la quarta divisione tedesca, mentre nel 1936 avviene la promozione in seconda divisione. Bisogna aspettare, però, il dopoguerra per trovare la squadra in massima divisione, esattamente nel 1951: in questo anno i rossoneri raggiungono la Oberliga West, una delle massime divisioni di questo periodo. Qui terminano alcuni campionati a metà classifica e ottengono il miglior risultato di questo periodo, il terzo posto, nella stagione 1954-1955, tuttavia il campionato seguente termina con la retrocessione del club in seconda divisione.
Nel 1963 nasce la Bundesliga, ma il Bayer Leverkusen milita in questo periodo nella Regionalliga, che all'epoca è il campionato di seconda divisione. Nel 1968 il club vince il proprio girone di seconda serie, ma è sconfitto nei play-off e non ottiene la promozione; nel 1973 avviene la retrocessione in terza divisione. La squadra rimane in questo livello per due stagioni prima di venire promossa nella neonata Zweite Bundesliga. Dopo tre stagioni in cui arrivano risultati modesti, il Leverkusen centra la storica promozione in Bundesliga nel 1978-1979.

## Dall'esordio in Bundesliga al primo successo continentale
L'adattamento alla nuova categoria sembra procedere lentamente: nei primi campionati il Leverkusen si mantiene lontano dal vertice e nella stagione 1981-1982 si classifica al sedicesimo posto, vedendosi pertanto costretto ad affrontare uno spareggio per mantenere la categoria. La vittoria contro il Kickers Offenbach assicura la permanenza in massima serie. Nel 1984 avviene la riunificazione della sezione calcistica con la sezione ginnica, con la conseguente creazione del TSV Bayer 04 Leverkusen e.V..
Finale di ritorno: Leverkusen, Ulrich-Haberland-Stadion, 18 maggio 1988
 Bayer Leverkusen -  Espanyol 3-0 (3-2 d.c.r.)
Marcatore: Tita  57’, Götz  63’, Cha Bum-Kun  81’
BAYER LEVERKUSEN: Rüdiger Vollborn, Wolfgang Rolff, Erich Seckler, Alois Reinhardt, Knut Reinhardt, Christian Schreier (46' Herbert Waas), Andrzej Buncol, Ralf Falkenmayer, Cha Bum-Kun, Falko Götz, Tita (62' Klaus Täuber). Allenatore: Erich Ribbeck
ESPANYOL: Thomas N'Kono, Job, José María Gallart, Miguel Ángel García Domínguez, Santiago Urquiaga, Iñaki, Diego Orejuela (66' Javier Zubillaga), Joan Golobart (73' Manuel Zúñiga), Miquel Soler, Pichi Alonso, Sebastián Losada. Allenatore: Javier Clemente
Nel 1985 viene assunto come allenatore Erich Ribbeck, sotto la cui guida la squadra si piazza subito al sesto posto in campionato. Questo risultato vale l'esordio del club nelle competizioni europee nella stagione successiva: i tedeschi partecipano, infatti, alla Coppa UEFA 1986-1987, da cui vengono eliminati al secondo turno dal Dukla Praha. Il club si piazza sesto posto in campionato, guadagnandosi una nuova partecipazione alla Coppa UEFA: qui i tedeschi eliminano squadre come Feyenoord, Barcellona (andando a vincere il ritorno al Camp Nou) e i connazionali del Werder Brema, prima di giungere alla doppia finale, che si gioca contro l'Espanyol. La partita di andata si disputa allo stadio di Sarriá e vede prevalere nettamente i padroni di casa, che vincono per 3-0. Ciononostante, nella gara di ritorno all'Ulrich-Haberland-Stadion i tedeschi, grazie i gol di Tita, Falko Götz e Cha Bum-Kun, riescono a pareggiare il conto durante i tempi regolamentari e infine, dopo aver affrontato i tempi supplementari, in cui il risultato non cambia, a conquistare il trofeo, imponendosi sugli spagnoli ai rigori.

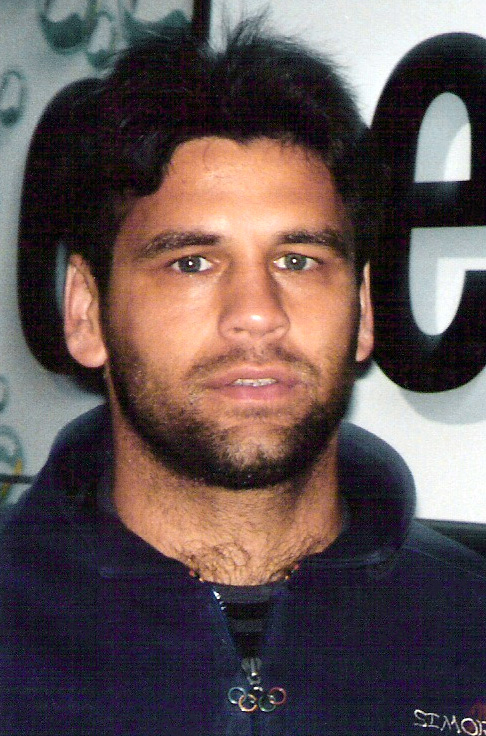
Ulf Kirsten, capocannoniere della Coppa delle Coppe 1993-1994 e della Coppa UEFA 1994-1995 con la maglia del Leverkusen

Dopo la vittoria della coppa Ribbeck lascia la squadra e viene sostituito da Rinus Michels, allenatore capace di aggiudicarsi molti titoli in carriera, l'ultimo dei quali è la vittoria del campionato europeo del 1988 con la nazionale olandese.

## I primi successi nazionali
La stagione 1988-1989 inizia con l'eliminazione al primo turno in Coppa UEFA e viene conclusa con l'ottavo posto in campionato. In seguito, senza più Michels, il club ottiene due quinti posti nelle stagioni 1989-1990 e 1992-1993, migliori piazzamenti di sempre fino a quel momento. Nel 1992-1993 viene vinto il primo trofeo nazionale, la DFB-Pokal, messa in bacheca battendo in finale l'Hertha Berlino Amateure. Grazie a questo successo il Leverkusen ottiene la prima (e unica) partecipazione alla Coppa delle Coppe nell'edizione 1993-1994, da cui viene eliminata dal Benfica ai quarti di finale. Un'altra buona prova in campo europeo avviene nella stagione successiva, nella Coppa UEFA 1994-1995, da cui i tedeschi sono eliminati dal Parma in semifinale; il capocannoniere di questa manifestazione è un giocatore rossonero, Ulf Kirsten, che è stato il miglior marcatore anche della passata edizione della Coppa delle Coppe, sempre con la maglia del Leverkusen.
I rossoneri ottengono per la prima volta il secondo posto in campionato nel 1996-1997, con l'allenatore Christoph Daum. Grazie a questo risultato le aspirine partecipano per la prima volta alla UEFA Champions League nell'edizione 1997-1998; qui concludono il gruppo alle spalle del Monaco, pur se a pari punti, e avanzano ai quarti, dove l'eliminazione giunge per mano dei futuri campioni d'Europa del Real Madrid. In seguito arrivano altri due secondi posti in Bundesliga, nelle stagioni 1998-1999 e 1999-2000. In quest'ultima stagione il Bayer scende in campo nella giornata conclusiva forte di tre punti di vantaggio sul Bayern Monaco; nonostante per aggiudicarsi il titolo sia sufficiente un pareggio contro il già salvo Unterhaching, il Leverkusen perde l'incontro e, stante la contemporanea vittoria dei bavaresi contro il Werder Brema a pochi chilometri di distanza, perde il titolo a vantaggio del Bayern, che ha una migliore differenza reti. Ad ogni modo i due secondi posti garantiscono al Leverkusen altrettante partecipazioni alla UEFA Champions League, ma il club si classifica terzo nel girone entrambe le volte e prosegue il cammino internazionale in Coppa UEFA. Qui è eliminato per due anni di fila ai sedicesimi di finale.

## Dalla finale di UEFA Champions League al primo campionato vinto

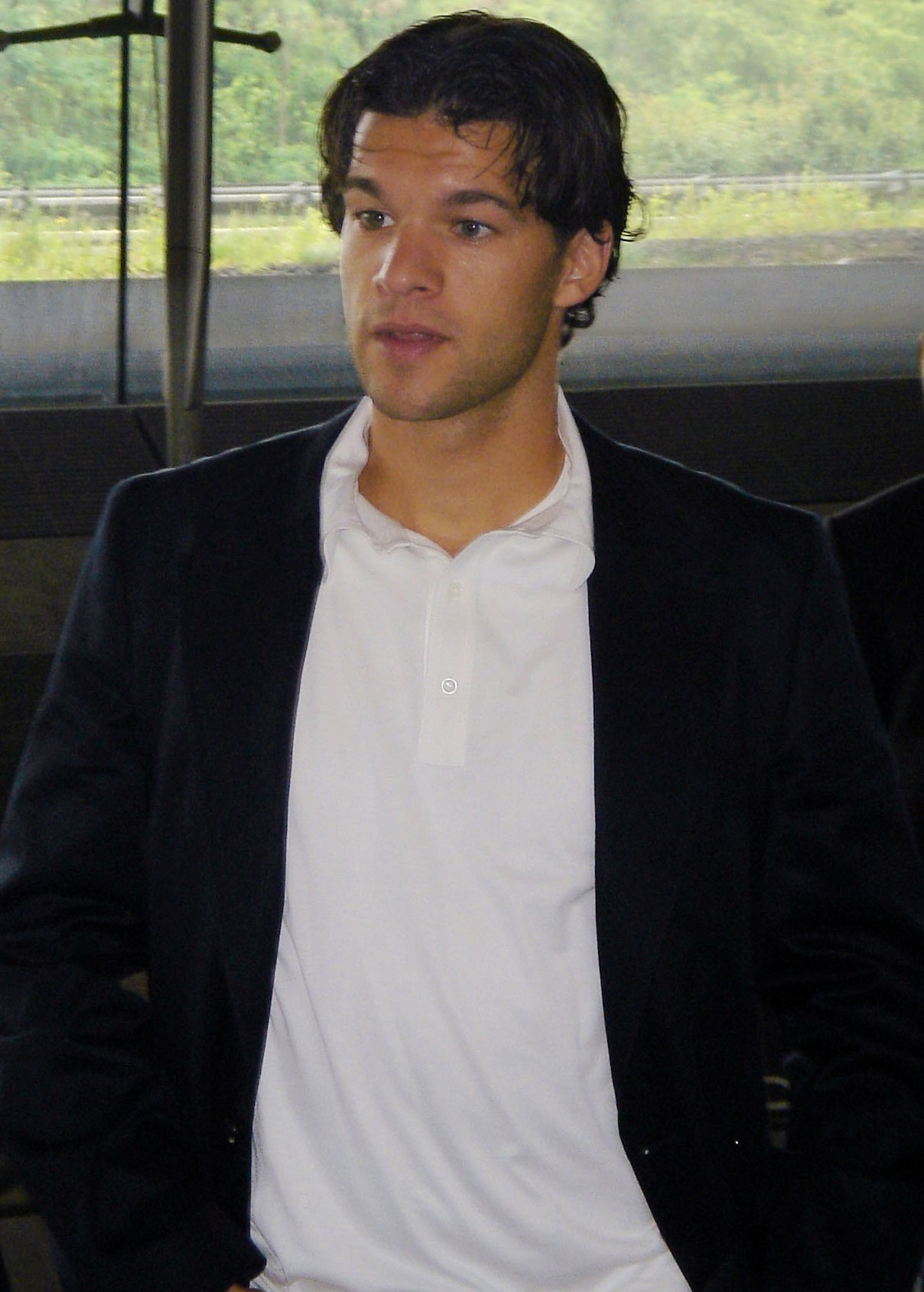
Michael Ballack ha vestito la maglia del Bayer dal 1999 al 2002 e dal 2010 al 2012.

Nella stagione 2001-2002, sotto la guida di Klaus Toppmöller, il Leverkusen arriva a disputare la finale della UEFA Champions League. Piazzatosi secondo nel girone di prima fase, alle spalle del Barcellona, vince il girone di seconda fase comprendente anche la Juventus. Avanza quindi alla fase a eliminazione diretta, dove ha la meglio prima sul Liverpool ai quarti e poi sul Manchester Utd in semifinale, approdando alla finale di Hampden Park contro il Real Madrid. I madrileni si portano in vantaggio con un gol di Raúl, ma i rossoneri pareggiano subito con Lúcio; sarà il gol di Zinédine Zidane a fissare il risultato sul 2-1. Intanto, all'inizio del mese, la squadra si era classificata seconda in campionato, dopo aver dilapidato un vantaggio che ammontava a ben cinque punti a quattro giornate dalla fine, e successivamente perde anche la finale della coppa nazionale. Tutti questi mancati successi, uniti a quelli degli anni precedenti, danno alla squadra il soprannome di Neverkusen.
Persi Ballack e Zé Roberto, ceduti al Bayern Monaco, il Bayer Leverkusen partecipa anche nel 2002-2003 alla UEFA Champions League, ma, dopo aver affrontato Barcellona, Inter e Newcastle Utd, chiude la seconda fase a gruppi a zero punti e viene estromesso dal torneo. In campionato la stagione è travagliata e segnata dall'esonero di Toppmöller nel febbraio 2003, con la squadra che staziona pericolosamente in zona retrocessione, ma il club, passato sotto la guida dell'allenatore Klaus Augenthaler, alla fine riesce a evitare il peggio con due vittorie nelle ultime due partite. Sul fronte societario l'esercizio 2002-2003 si chiude con una perdita di 42 milioni di euro.
Nel 2003-2004 il Bayer torna a qualificarsi alla UEFA Champions League grazie al terzo posto in campionato. Nell'annata seguente si piazza sesto, ma in Champions vince il difficile girone con Real Madrid, Roma e Dinamo Kiev e raggiunge gli ottavi di finale, dove è sconfitto con un doppio 3-1 dai futuri campioni del Liverpool. Nel 2005-2006, dopo una vittoria, un pareggio e due sconfitte nelle prime quattro partite stagionali, Augenthaler si dimette nel settembre 2005, lasciando il posto al direttore sportivo Rudi Völler, che ad ottobre fa spazio a Michael Skibbe. Sotto la sua guida, in tre anni la squadra ottiene due quinti posti e poi il settimo posto in Bundesliga. In questo periodo riesce a qualificarsi spesso alla Coppa UEFA, dove raggiunge i quarti per due volte, nel 2006-2007 e nel 2007-2008, edizione in cui viene eliminato dalla compagine che vincerà il trofeo, lo Zenit San Pietroburgo. Sotto la guida di Bruno Labbadia, nella stagione 2008-2009 la squadra si piazza nona in Bundesliga e raggiunge la terza finale della DFB-Pokal, dove viene sconfitta dal Werder Brema. La stagione 2009-2010 inizia con l'ingaggio di Jupp Heynckes. In Bundesliga la squadra rimane per oltre metà campionato in testa alla classifica e si laurea campione d'inverno, ma una serie di risultati negativi allontana i rossoneri prima dalla vetta della graduatoria, poi anche dalla qualificazione alla UEFA Champions League. Il Leverkusen chiude, infatti, il campionato in quarta posizione, ottenendo comunque un posto nell'Europa League. 

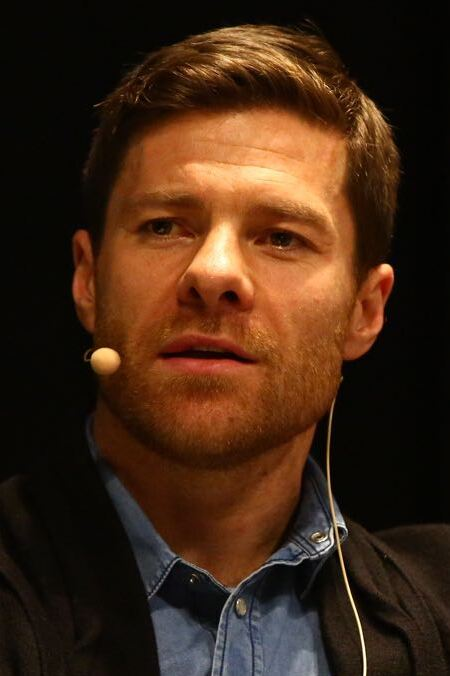
Lo spagnolo Xabi Alonso, primo allenatore a portare il Bayer Leverkusen alla vittoria del campionato tedesco.

Nella stagione 2010-2011 si assiste al ritorno di Michael Ballack e il Bayer gioca un ottimo campionato, che comincia con la vittoria per 2-0 in casa dei futuri campioni del Borussia Dortmund e termina con il secondo posto. Il piazzamento segna il ritorno del Bayer in Champions, ma a questo punto Heynckes lascia il club. Nella stagione 2011-2012 viene ingaggiato Robin Dutt, che guida la squadra nuovamente nella UEFA Champions League, dove vengono raggiunti gli ottavi di finale. Dopo la sconfitta per 3-1 in casa dal Barcellona, nella gara di ritorno Lionel Messi segna ben cinque gol al Camp Nou e la partita finisce con il risultato di 7-1 per i catalani: è la peggiore sconfitta nella storia del club tedesco nelle competizioni europee. Nella stagione 2012-2013 alla guida della squadra c'è Sami Hyypiä, al quale viene successivamente affiancato Sascha Lewandowski nel finale di stagione; l'annata si conclude con il terzo posto in campionato, con Stefan Kießling capocannoniere del torneo. Nella stagione successiva la guida del Bayer torna interamente nelle mani di Hyypiä. In Champions League i tedeschi concludono la fase a gruppi al secondo posto alle spalle del Manchester Utd, che tuttavia sconfigge i rossoneri per 5-0 sul proprio terreno. Dopo l'eliminazione agli ottavi di Champions, Hyypiä è esonerato in seguito ai deludenti risultati in campionato; nel finale di stagione sarà Lewandowski a guidare i rossoneri. Agli albori della stagione 2014-2015 la società sceglie di puntare su Roger Schmidt, con cui le aspirine si piazzano al quarto posto in campionato e vengono eliminate dalla UEFA Champions League agli ottavi. Nel 2015-2016 la squadra di Leverkusen centra ancora una volta l'approdo ai gironi di UEFA Champions League con un terzo posto in Bundesliga, mentre in ambito europeo, dopo essere retrocessa in Europa League, esce agli ottavi di finale. La stagione 2016-2017 si rivela, invece, un vero disastro: complici anche molteplici infortuni, la squadra si classifica dodicesima in campionato, peggior piazzamento degli anni 2010. A poco serve il cambio in panchina da Schmidt a Tayfun Korkut, mentre in UEFA Champions League la squadra esce ancora agli ottavi. Alla fine della stagione Korkut non viene confermato. Sotto la guida del giovane Heiko Herrlich, il Leverkusen si piazza quinto nella Bundesliga 2017-18, guadagnando l'accesso all'Europa League, e giunge in semifinale di Coppa di Germania, mentre nel corso della stagione seguente passa, a dicembre, nelle mani di Peter Bosz, che fa ancora meglio, portando i suoi al quarto posto finale, con eliminazione ai sedicesimi di finale di Europa League.
Nella stagione 2019-2020 in Leverkusen non conferma il piazzamento Champions, terminando quinto a due punti dal quarto posto, mentre in ambito internazionale, dopo la retrocessione dalla UEFA Champions League, si ferma ai quarti di Europa League. In Coppa di Germania il Bayer arriva in finale, che perde contro il Bayern Monaco. Nella stagione 2020-2021 il Leverkusen ottiene risultanti altalenanti, chiudendo al sesto posto in Bundesliga con un buon distacco dal quarto posto e ai sedicesimi il cammino in Europa League. Nella stagione 2021-22 Peter Bosz lascia il posto a Gerardo Seoane, che ottiene il terzo posto in campionato e si ferma al secondo turno della coppa nazionale e agli ottavi dell'Europa League. La stagione seguente inizia in maniera disastrosa per Seoane, che viene esonerato il 5 ottobre con la squadra penultima in Bundesliga con 5 punti (peggio allora solo lo Schalke 04, con un solo punto) ed eliminata già al primo turno di coppa dall'Elversberg. La squadra viene affidata a Xabi Alonso, che, dopo il terzo posto posto nel girone di Champions, conduce i suoi alle semifinali di Europa League e al sesto posto finale in Bundesliga. 
Nella stagione 2023-2024, sempre sotto la gestione del tecnico spagnolo, il Bayer Leverkusen si laurea campione di Germania per la prima volta (con cinque giornate d'anticipo), rompendo l'egemonia del Bayern Monaco, che era reduce da undici campionati vinti consecutivamente. La squadra riesce a concludere il campionato da imbattuta, stabilendo un record per il calcio tedesco, e prolunga a 51 partite la striscia di imbattibilità, registrando un primato per il calcio europeo; la striscia si interrompe nella finale di Europa League, persa contro l'Atalanta per 3-0. Nell'ultima partita stagionale, battendo il Kaiserslautern in finale per 1-0, si aggiudica la Coppa di Germania, centrando così il double. La stagione successiva si apre con la vittoria della Supercoppa di Germania contro lo Stoccarda ai rigori. Il rendimento in campionato cala comprensibilmente e il Leverkusen non ripete l'impresa, ricedendo lo scettro di Germania al Bayern: termina comunque secondo in classifica, a 13 punti dai bavaresi, mentre in Champions League finiscono sesti nel girone a 36 squadre per poi venire eliminati dal Bayern Monaco agli ottavi per un totale di 5-0. In DFB Pokal vengono sorprendentemente eliminati dall'Arminia Bielefeld in semifinale.